# Назофилия
Назофилията (naso: нос, philia: привличане) се отнася до възбуда от гледката, докосването, акта на близане или смучене на носа на партньора. Причините за това хората да харесват тези дейности са различни. Ескимосите търкат носовете си, когато се поздравяват.
Понякога хората използват назолингус (близането или смученето на носа) като заместител на пениса по време на любовния акт и дори карат партньора да се изсекне в устата им. Това стимулира еякулацията при някои мъже назофили.